# Маланин, Иван Иванович
Иван Иванович Маланин (15 января 1897, Троицк, ныне Заларинского района, Иркутская область — 15 июля 1969, Новосибирск) —  советский слепой баянист. «Почётный радист СССР».

## Биография
Родился в семье рабочего, восемнадцатый ребенок в семье. Был слепым от рождения.
С раннего детства обнаружил абсолютный музыкальный слух, самостоятельно, в пятилетнем возрасте, научился играть на гармони. Стал известен музыкальной игрой на сельских праздниках. По протекции владельца Троицкого винокуренного завода Патушинского переехал в Иркутск, обучался в школе-интернате для слепых детей и игре на скрипке у И. Д. Шевцова (скрипача, концертмейстера симфонического оркестра Иркутской оперы). Также освоил игру на фортепиано, флейте, виолончели, контрабасе, гитаре, на духовых и ударных инструментах, и, самостоятельно, на баяне. Пел в церковном хоре.
После окончания школы в 1923 году вернулся в Залари, открыл музыкальные классы фортепиано и скрипки, однако не встретив сильного интереса к музыкальному образованию у местных жителей уехал снова в Иркутск. Работал тапёром в кинотеатрах Иркутска («Маяк») и Томска.
В сентябре 1927 года победил на конкурсе гармонистов и баянистов в Томске, был отмечен вручением золотого жетона «Лучшему гармонисту». С 1928 года выступал по новосибирскому радио, баянист Новосибирского радиокомитета, награждён знаком «Почётный радист СССР». В 1929 году на конкурсе гармонистов и баянистов в Новосибирске также был удостоен золотого жетона с надписью «Лучшему баянисту». Исполнял произведения Шопена, Венявского, Рибиха, обработки русских песен: «Час да по часу», «Сама садик я садила», «Трепак», особенным успехом пользовалась его «Сибирская подгорная». Играл в ансамбле с балалаечником А. Фильнеем. В их репертуаре были обработки народных песен, переложения классических произведений, в том числе «Венгерская рапсодия № 2» Ф. Листа.
В годы Великой Отечественной войны создал и вёл радиопередачу «Огонь по врагу!» на новосибирском радио с участием артистов эвакуированного в Новосибирск Ленинградского академического театра имени Пушкина К. И. Адашевского и А. Ф. Борисова, создавших на радио образы весёлых бойцов-разведчиков Козьмы Ветеркова и Ильи Шмелькова.
Выступал в госпиталях, выезжал с творческой бригадой радиопередачи «Огонь по врагу!» на фронт.
После окончания Великой Отечественной войны с 1948 по 1967 годы работал в хоре ветеранов Новосибирской филармонии.
Своим учителем Маланина считал Народный артист России Геннадий Заволокин, создавший на телевидении передачу «Играй, гармонь любимая!»

## Известные адреса
Жил в Томске на улице Равенства (ныне — Гагарина).
В Новосибирске — на улице Трудовой (д. 7), затем — на Советской (д. 53).

## Память
Похоронен в Новосибирске на Заельцовском кладбище (38 уч.).
На доме 53 по улице Советской, где жил в последние свои годы И. И. Маланин, установлена мемориальная доска.
Родительский дом Маланина в Троицке сохранён и признан объектом историко-культурного наследия.
С 1987 года, раз в два года в Новосибирске проходит традиционный «Маланинский фестиваль», посвященный памяти народного музыканта Ивана Маланина.
В 2000 году в Новосибирске был создан Музей сибирского баяна и гармони имени И. И. Маланина.